# Bókoló keltike
A bókoló keltike (Corydalis intermedia) a mákfélék családjába tartozó, Európában honos növényfaj.

## Megjelenése
A bókoló keltike 5-15 (20) cm magas, lágyszárú, évelő növény. A földben található gumója kerekded, ép (nem odvasodik). Szára felálló, nem elágazó, tövén apró (1-1,5 cm), ép szélű pikkelylevélke található, többnyire az avarrétegben. Váltakozó állású nyeles levelei kétszer hármasan osztottak (a levélkék további három, hasadozott levélkére tagoltak). A levelek sallangjai szélesek, lekerekített végűek. 
Virágzata 1-3 (5) virágból álló kis fürt, amely a faj nevével ellentétben nem mindig bókoló. A húspiros vagy liláspiros virág zigomorf (kétoldalasan szimmetrikus), kb 15 mm hosszú. Négy szirmából a két belső részben összeforrt, a felső sarkantyú alakú (hossza 6-10 mm). A két csészelevél hamar lehullik. A 6 porzó két hármas csoportba (egy hosszú, két rövid) áll össze. A virágok murvalevelei barnásvörösek, tojásdadok, ép szélűek.   
Termése becőre emlékeztető, ülő vagy igen rövid kocsányú (max. 3 mm), tojásdad-lándzsás, lapos, 15-20 mm-es toktermés. 

### Hasonló fajok
A jóval gyakoribb odvas keltikétől ép gumója, kisebb termete, virágjának színe, ülő termése, kerek végű levélsallangjai különböztetik meg.

## Elterjedése, életmódja
Európában honos, Észak-Spanyolországtól az Urálig. Főleg Közép- és Észak-Európában gyakori.  
Lomblevelű erdőkben él. 
Kora tavasszal, március-áprilisban (Észak-Európában április-májusban) virágzik. Gyakori az önbeporzás. A magok gyorsan beérnek és utána a növény föld fölötti része elszárad. 
Magyarországon védett, természetvédelmi értéke 5 000 Ft. 

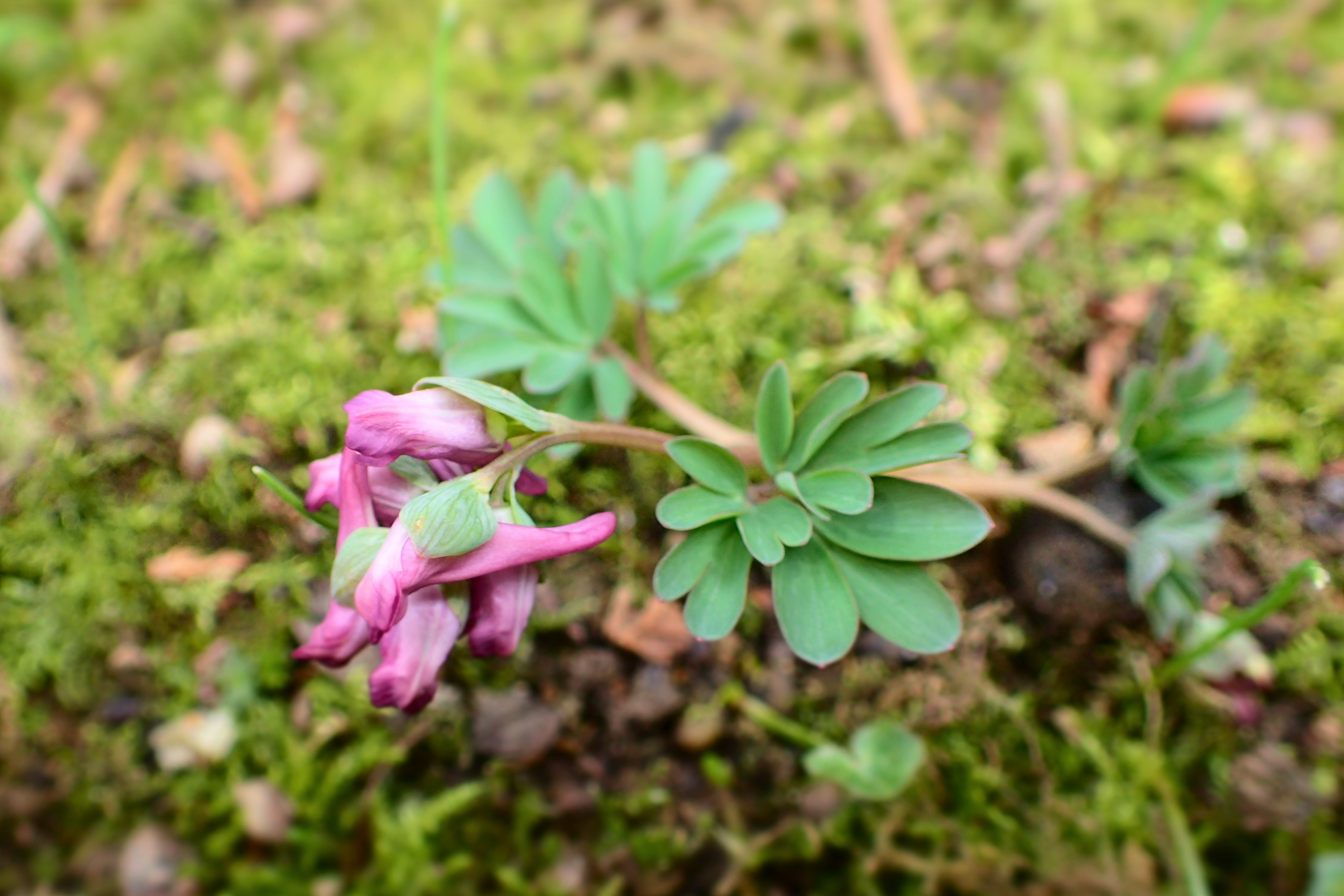
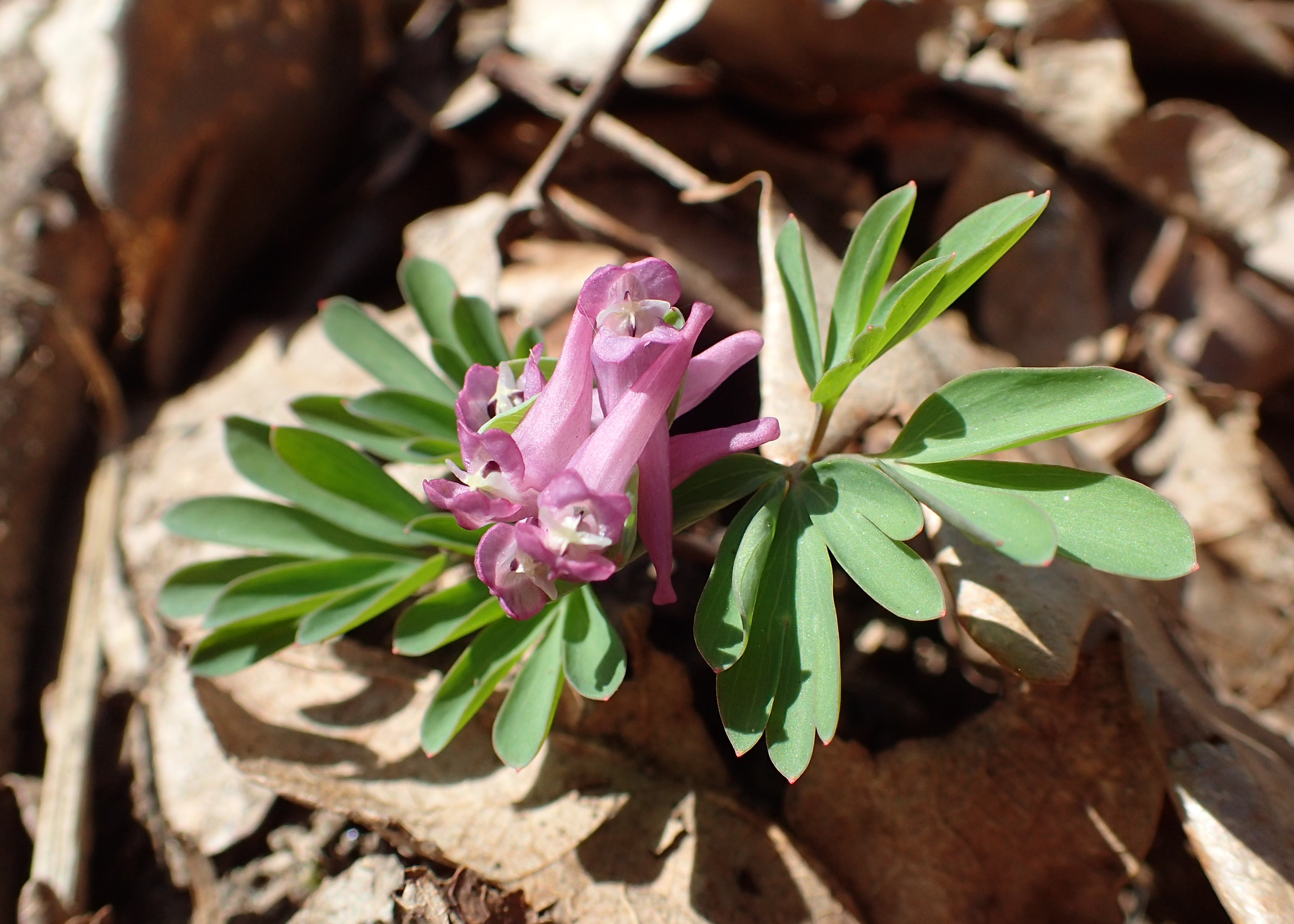
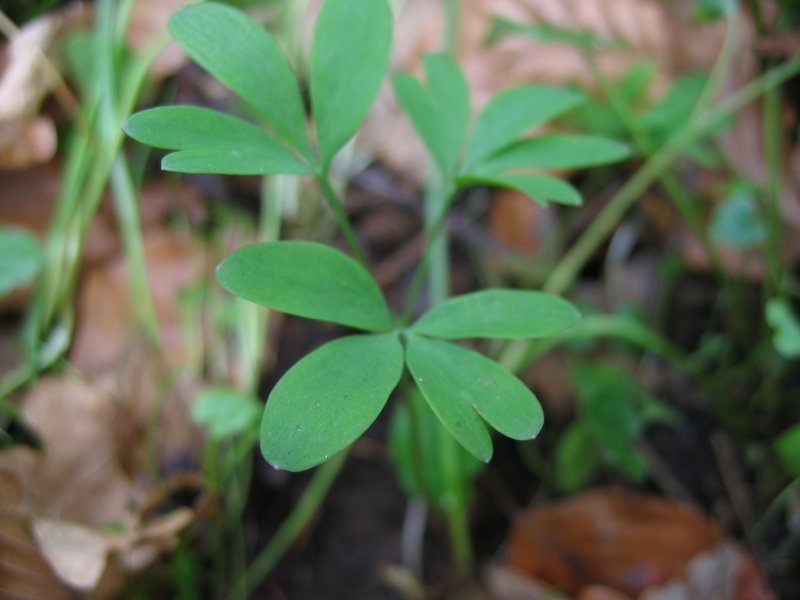
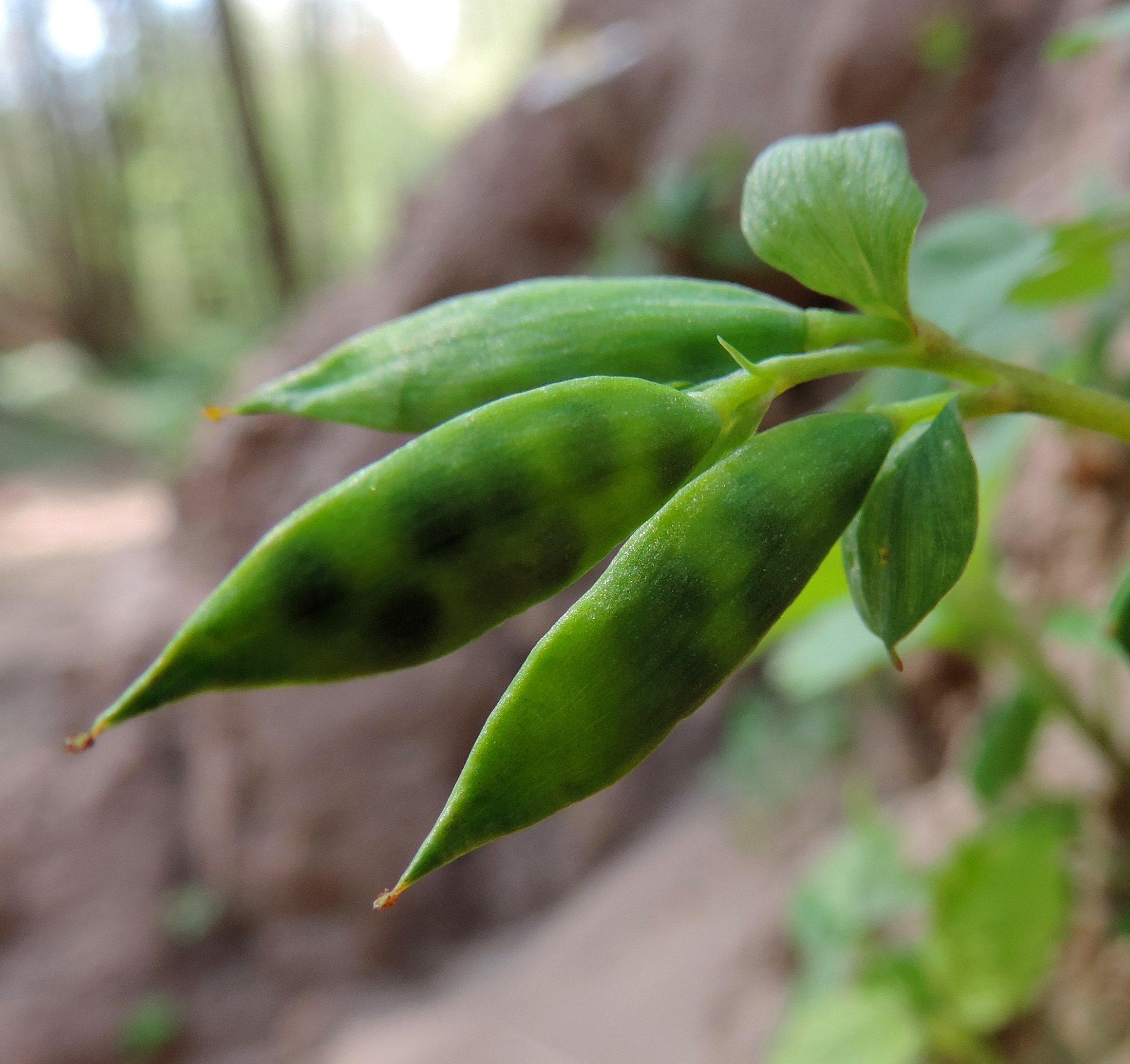
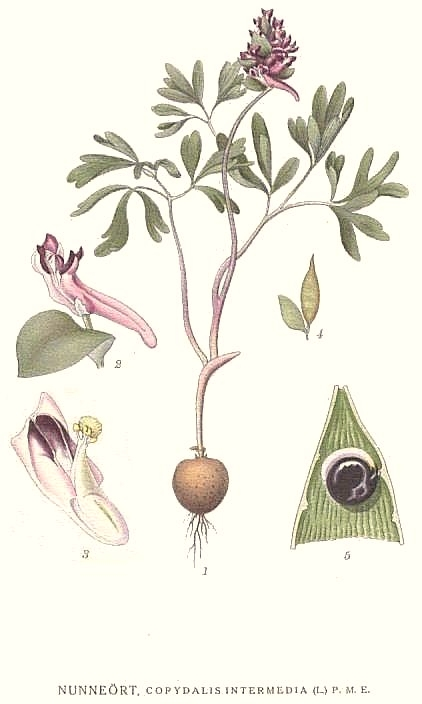